# Ted Robert Gurr
Ted Robert Gurr (* 21. Februar 1936 in Spokane, Washington; † 25. November 2017) war ein US-amerikanischer Politikwissenschaftler, der an der University of Maryland forschte und lehrte. Sein Fachgebiet waren die Internationalen Beziehungen. 1994/95 amtierte er als Präsident der International Studies Association (ISA).
Gurr machte 1957 einen Bachelor-Abschluss im Fach Sozialpsychologie am Reed College und wurde 1965 für Politikwissenschaft an der New York University zum Ph.D. promoviert. Bevor er 1989 an die University of Maryland kam, war er Professor an der Northwestern University (1977 bis 1980) und an der University of Colorado (1985 bis 1989).

## Schriften (Auswahl)
- Political rebellion. Causes, outcomes and alternatives. Routledge, London/New York 2015; ISBN 9780415732819.
- Why men rebel. (1970). Neuauflage nach 40 Jahren: Paradigm Publishers, Boulder 2010, ISBN 9781594519130.
- Peoples versus states. Minorities at risk in the new century. United States Institute of Peace Press, Washington D.C. 2000, ISBN 192922303X.
- Mit Barbara Harff: Ethnic conflict in world politics.  Westview Press, Boulder 1994, ISBN 0813316960.